# Nørreå (Sønderjylland)
 For alternative betydninger, se Nørreå. (Se også artikler, som begynder med Nørreå)
Nørreå i Sønderjylland er en del af Ribe Å-systemet. Der var tidligere en rigtig god bestand af bækørred og stalling i Nørreåen.
I løbet af 2013 bliver der skabt bedre adgangsforhold for laks og havørred. Det vil gøre Nørreå til en af de mest interessante åer, set med lystfiskerøjne, i området.
Åen der udspringer nordvest for Haderslev i nærheden af Sommersted løber sammen med Jels Å og bliver til Gram Å, som bliver til Flads Å i nærheden af Fole, og hvor den løber sammen med Gels Å, sydøst for landsbyen Obbekær, bliver de til Ribe Å.
55°17′23″N 9°09′48″Ø / 55.2898°N 9.1634°Ø